# IronPython
IronPython은 마이크로소프트에서 개발하는 파이썬의 구현 중 하나로, 처음에는 Jim Hugunin이 닷넷 프레임워크와 모노를 위하여 개발하였다. 버전 1.0은 2006년 9월 5일에 발표되었다.
IronPython은 전체가 C#로 작성되어 있다.

## 같이 보기
- 자이썬(Jython)

## 참조
1. ↑  “Release 3.4.2”. 2024년 12월 20일. 2024년 12월 24일에 확인함.